# 예정된 시간을 위해
《예정된 시간을 위해》는 1989년 6월 발매된 대한민국의 여성 싱어송라이터 장덕의 다섯번째 정규 음반이다. 장덕이 생전 마지막 남긴 유작 음반이기도 하다. 조류에 따라가지 아니하고 장덕이 추구하고자 했던 모든 것들이 담겨져 있으며 록 · 댄스 · 발라드 슬로우 등 다양한 장르의 음악이 고루 담겨져 있다. 

## 배경
1989년 초 장덕은 자신의 음악생활 15년을 결산한다는 의미로 새 음반을 계획하게 된다. 이것은 장덕의 오빠 장현이 설립한 매니지먼트사 코아기획의 본격적 활동의 시발점이라는 데에도 의미가 있었다. 장현이 장덕의 본격적인 매니지먼트로서의 일을 하게 되면서 장덕과 장현은 전세금을 합쳐 마련한 서초동 무지개 아파트에서 함께 살게 되었는데, 이 과정에서 장현 부부는 금이 가기 시작했고 이혼까지 이르게 된다(4월). 이것은 애정의 변화가 아니라 현실적인 문제였다. 《예정된 시간을 위해》의 녹음이 한창이던 때(6월 18일) 장현은 국립의료원을 찾았다가 설암 3기라는 뜻밖의 판정을 받게 된다. 그 동안 혓바늘로만 여겼던 것이 통증과 함께 점점 커져가더니 설암으로 발전한 것이다. 의사는 장현이 혀의 절반을 자르면 5년 이상을 살고 그렇지 않으면 1년 밖에 못 산다는 진단을 내렸다. 장덕은 녹음실로 찾아온 오빠가 전해주는 이 소식에 하늘이 무너지는 걸 느꼈다. 그리고 오빠가 자신을 뒷바라지 하며 밤낮이 바뀐 생활을 하다가 스트레스로 인해 병이 생긴 것이라고 여기고 심한 죄책감을 느끼게 된다. 장현은 설암 3기 판정을 받았음에도 수술을 하면 말을 할 수 없고 노래도 할 수 없다는 사실 때문에 수술을 거부하고 자가 치료를 택하였고 말도 하기 힘든 혀의 통증 속에서 방송국 · 레코드 회사 등을 바쁘게 돌아다니며 변함없이 장덕의 매니지먼트 일을 하였다. 그리고 그 와중 속에서 《예정된 시간을 위해》가 발표되었다.

## 여파
《예정된 시간을 위해》가 발표되고 동명 타이틀곡 <예정된 시간을 위해>가 점점 좋은 반응을 얻어가고 있었지만 장현의 병은 더욱 악화되어만 갔다(이 시기 세간에는 <예정된 시간을 위해>가 장현의 투병을 예언한 곡이었다는 소문이 떠돌았다.). 이에 장덕은 모든 음악활동을 중단한 채 오빠의 병간호를 시작하게 된다. 그리고 밤잠을 이루지 못하는 날들을 보내다가 차기 음반을 준비하는 과정에서 과로가 겹쳐졌고 다량의 수면제와 감기약을 복용하면서 1990년 2월 4일 오전 2시 50분 쇼크로 인해 오빠보다도 먼저 세상을 떠나게 된다. 장덕의 사망 소식에 세간에는 <예정된 시간을 위해>가 장덕 자신의 운명을 예언한 곡이었다는 소문이 떠돌았다. 동생의 죽음이 자신을 대신하는 것 같은 죄책감에 시달리던 장현은 병마를 꿋꿋이 이겨낸 다음 장덕 노래비 건립 · 기념관 건립 · 추모앨범 발매 · 장학재단 설립 등의 계획을 세우고 있었지만 7월 중순경 병세가 악화돼 병원으로 옮겨졌고 혼수상태에서 인공호흡으로 연명하다가 1990년 8월 16일 오후 4시 20분경 아들 장원 군(1979년생)을 남겨둔 채 예정된 시간을 향해 달려갔다.

## 곡 목록
다음 곡 목록은 LP  · CD  · TAPE 음반 기준이며 모든 곡들이 장덕에 의해 작사/작곡되었다. 
Side one
1. "네가 나에게 어떻게 이럴수 있니" (장덕 작사 / 장덕 작곡) - 03:23
2. "예정된 시간을 위해" (장덕 작사 / 장덕 작곡) - 03:28
3. "슬픈 약속" (장덕 작사 / 장덕 작곡) - 03:12
4. "수레" (장덕 작사 / 장덕 작곡) - 03:35
5. "그대 사랑을 나에게" (장덕 작사 / 장덕 작곡) - 03:31

Side two
1. "나의 공주님" (장덕 작사 / 장덕 작곡) - 03:13
2. "You" (장덕 작사 / 장덕 작곡) - 03:17
3. "너를 기다릴 거야" (장덕 작사 / 장덕 작곡) - 03:51
4. "사실은" (장덕 작사 / 장덕 작곡) - 02:41
5. "사랑을 느낄 때" (장덕 작사 / 장덕 작곡) - 03:41